# Голодание
Голодание — состояние организма, вызванное недостаточным поступлением веществ, необходимых для поддержания гомеостаза. Голодание бывает абсолютным и относительным; полным, неполным (количественное недоедание) и частичным (качественное недоедание).
На протяжении всей истории часть населения мира часто страдала от длительных периодов голода. Во многих случаях это было вызвано перебоями в снабжении продовольствием, вследствие войны, эпидемии или неблагоприятной погоды. В течение десятилетий после Второй мировой войны технический прогресс и расширение политического сотрудничества дали понять, что можно существенно сократить число людей, страдающих от голода. Хотя прогресс был неравномерным, к 2015 году угроза чрезвычайного голода уменьшилась для многих людей в мире. Однако, согласно данным, опубликованным ФАО в 2019 году, число людей, страдающих от хронического голода, увеличивается последние четыре года. Это как процентная доля населения мира, так и абсолютное количество. В 2018 году около 821 миллиона человек страдают от голода.
Хотя большинство голодающих людей в мире продолжает жить в Азии, большая часть роста голода с 2015 года произошла в Африке и Южной Америке. В отчете ФАО за 2017 год обсуждались три основные причины недавнего роста голода: климат, конфликты и замедление экономического роста. В отчете за 2018 год основное внимание уделялось экстремальным погодным условиям как основной движущей силе роста голода, особенно в странах, где сельскохозяйственные системы наиболее чувствительны к экстремальным колебаниям погоды.

## Абсолютное и относительное голодание
- Абсолютное голодание — иначе называется дефицитным и характеризуется недостатком или полным отсутствием минимального количества пищевых продуктов, необходимого для поддержания жизни организма[1].
- Относительное голодание — иначе называется скрытым (или недостаточным) и характеризуется хроническим потреблением некачественных пищевых продуктов с низким содержанием питательных элементов и витаминов, необходимых для поддержания активной жизнедеятельности организма, что вызывает многочисленные заболевания и снижает среднюю продолжительность жизни[1].

## Воздействие голодания на организм
Кроме соматического воздействия, голодание оказывает существенное влияние на психику и поведение человека. Притупляются чувства, снижается память, замедляются и нарушаются мыслительные процессы, теряется контроль над собственным поведением, подавляется воля, возникают разнообразные зрительные и слуховые галлюцинации, нарастает апатия, чередующаяся с кратковременными всплесками повышенной раздражительности и агрессии.
Непосредственной причиной смерти во время голодания может быть как крайнее истощение, так и развитие какого-либо интеркуррентного заболевания, вызванного недостаточностью питания и снижением иммунитета.
Исследователь профессор Д. Б. Франк в работе «Голод и психика» (1922) выделял 3 стадии состояния голодающих: возбуждения, угнетения и терминальная — смертельная. Он рисует социально-психологический портрет голодающего: «Понимание быстрое и живое. Память не представляет изменений… Обнаруживается склонность к грезам наяву». А чуть погодя: «В голове пустота. Мимика отсутствует, лицо принимает окаменевшее, несколько грустное и пугливое выражение… Исчезает брезгливость, в пищу употребляются тошнотворные вещи, не вызывая отвращения… Исчезает связь между близкими и родными…». Д. Б. Франк также отмечал, что «изменения психики от голодания обнаруживают тенденцию стать длительными».
В энциклопедическом словаре Гранат (1909 г., т. 15) со ссылками на авторитетных ученых отмечается, что голод «является ещё существенным фактом вырождения, пагубно отражаясь на потомстве».

## Механизм возникновения голода и насыщения
Физическое ощущение голода связано с сокращением мышц живота, эти сокращения иногда называются «приступами голода». Считается, что тяжелые сокращения вызваны высокими концентрациями гормона грелина. Гормоны пептид YY и лептин могут оказывать противоположное влияние на аппетит, вызывая ощущение сытости. Грелин может быть высвобожден, если уровень сахара в крови понизится — состояние, которое может возникнуть в результате длительных периодов без еды. Сокращение желудка от голода может быть особенно сильным и болезненным у детей и молодых людей.
Приступы голода могут усугубляться нерегулярным приемом пищи. Люди, которые не могут позволить себе есть более одного раза в день, иногда отказываются от одноразового дополнительного приема пищи, потому что, если они не едят примерно в одно и то же время в последующие дни, они могут испытывать очень сильные приступы голода. Пожилые люди могут чувствовать менее сильные сокращения желудка, когда они голодны, но все же страдают от побочных эффектов, связанных с низким потреблением пищи, — это слабость, раздражительность и снижение концентрации. Длительное отсутствие адекватного питания также вызывает повышенную восприимчивость к болезням и снижение способности организма к восстановлению (регенерации).

## Мировая статистика
| < 2,5% < 5,0% 5,0–14,9% 15,0–24,9% | 25,0–34,9% > 35,0% Нет данных |

Организация Объединённых Наций публикует ежегодный доклад о состоянии продовольственной безопасности и питания во всем мире. Под руководством ФАО отчет за 2019 год был подготовлен четырьмя другими учреждениями ООН, ВПП, МФСР, ВОЗ и ЮНИСЕФ. Ежегодный отчет ФАО содержит статистический обзор распространенности голода во всем мире и широко считается основным глобальным справочным материалом для отслеживания голода. Однако ни один простой набор статистики не может полностью охватить многомерную природу голода. Причины заключаются в том, что ключевой показатель ФАО по голоду, «недоедание», определяется исключительно с точки зрения наличия энергии в рационе — без учёта питательных микроэлементов, таких как витамины или минералы. Во-вторых, ФАО использует энергетические требования для минимальных уровней активности в качестве ориентира; многие люди не будут считать голодными меры ФАО, но все равно будут есть слишком мало, чтобы заниматься тяжелым ручным трудом, что может быть единственным видом работы, доступным для них. В-третьих, статистика ФАО не всегда отражает краткосрочное недоедание.
| Год                                               | 2005   | 2010   | 2015   | 2016   | 2017   | 2018   |
| ------------------------------------------------- | ------ | ------ | ------ | ------ | ------ | ------ |
| Количество (миллионов) недоедающих людей (в мире) | 947,2  | 822,3  | 785,4  | 796,5  | 811,7  | 821,6  |
| Процент недоедающих людей (в мире)                | 14,5 % | 11,8 % | 10,6 % | 10,7 % | 10,8 % | 10,8 % |

## Борьба с голодом

### До Второй мировой войны
На протяжении всей истории потребность в помощи тем, кто страдает от голода, обычно, хотя и не всегда, признавалась. Философ Симоне Вейль писала, что кормление голодных, когда у вас есть для этого ресурсы, является наиболее очевидной из всех человеческих обязанностей. Она говорила, что ещё в Древнем Египте многие полагали, что люди должны были показать, что помогли голодным, чтобы оправдать себя в загробной жизни. Вейль пишет, что социальный прогресс обычно считается, прежде всего, «… переходом к состоянию человеческого общества, в котором люди не будут страдать от голода».
Социальный историк Карл Поланьи писал, что до того, как рынки стали доминирующей формой экономической организации в мире в XIX веке, большинство человеческих обществ либо голодало вместе, либо вообще не голодало, потому что общины неизменно делили свою пищу.
В конце девятнадцатого и начале двадцатого века кампания журналистов все больше оспаривала мнение о том, что политикам не следует вмешиваться в борьбу с голодом. Были также частые призывы к широкомасштабному вмешательству против голода в мире со стороны ученых и политиков, таких как президент США Вудро Вильсон. Финансируемые как правительством, так и частными пожертвованиями, США смогли отправить миллионы тонн продовольственной помощи в европейские страны в течение и в первые годы после Первой мировой войны, организованной такими учреждениями, как Американская администрация помощи. Голод как академическая и социальная тема приобрел ещё большую значимость в США благодаря освещению этой проблемы в средствах массовой информации в качестве внутренней проблемы во время Великой депрессии.

### Усилия после Второй мировой войны
Хотя в конце XIX века все больше внимания уделялось облегчению голода, д-р Дэвид Григг резюмировал, что до конца Второй мировой войны голод в мире все ещё оставался относительно неважным для научных или политических кругов, тогда как после 1945 года интерес к этой теме резко возрос.
После Второй мировой войны возник новый международный политико-экономический порядок, который впоследствии был описан как встроенный либерализм. По крайней мере, в течение первого десятилетия после войны Соединенные Штаты, являвшиеся на тот момент самым доминирующим национальным субъектом этого периода, решительно поддерживали усилия по борьбе с голодом в мире и содействию международному развитию. США активно финансировали программы развития Организации Объединённых Наций, а затем — и усилия других многосторонних организаций, таких как Международный валютный фонд (МВФ) и Всемирный банк (ВБ).
Такие организации, как Food First, подняли вопрос о продовольственной независимости и заявили, что каждая страна на земле (за небольшими исключениями) имеет достаточные сельскохозяйственные возможности, чтобы прокормить своих людей, но что экономический порядок «свободной торговли», который с конца 1970-х до 2008 года был связан с такими институтами, как МВФ и Всемирный банк, предотвратил это. Сам Всемирный банк утверждал, что это было частью решения проблемы голода, утверждая, что лучший способ для стран разорвать цикл нищеты и голода — это построить ориентированные на экспорт экономики, которые предоставляют финансовые средства для покупки пищевых продуктов на мировом рынке. Однако в начале XXI века Всемирный банк и МВФ стали менее догматичными в отношении продвижения реформ свободного рынка. Они все чаще возвращаются к мнению, что государственное вмешательство действительно должно сыграть свою роль, и что правительствам может быть целесообразно поддерживать продовольственную безопасность с помощью политики, благоприятной для внутреннего сельского хозяйства, даже для стран, которые не имеют сравнительного преимущества в этой области. С 2012 года Всемирный банк продолжает активно помогать правительствам вмешиваться в борьбу с голодом.